# Distrikt Laraos (Huarochirí)
Der Distrikt Laraos liegt in der Provinz Huarochirí in der Region Lima im zentralen Westen von Peru. Der Distrikt wurde am 4. Dezember 1964 gegründet. Er besitzt eine Fläche von 117 km². Beim Zensus 2017 wurden 705 Einwohner gezählt. Im Jahr 1993 lag die Einwohnerzahl bei 337, im Jahr 2007 bei 1234. Sitz der Distriktverwaltung ist die 3660 m hoch gelegene Ortschaft Laraos mit 671 Einwohnern (Stand 2017). Laraos befindet sich 26 km nordwestlich der Provinzhauptstadt Matucana.

## Geographische Lage
Der Distrikt Laraos befindet sich in der peruanischen Westkordillere im äußersten Norden der Provinz Huarochirí. Der Distrikt liegt am Nordufer des nach Westen fließenden Río Santa Eulalia.
Der Distrikt Laraos grenzt im Südwesten an den Distrikt Huachupampa, im Westen an die Distrikte Arahuay, Lachaqui und Canta (alle drei in der Provinz Canta), im äußersten Norden an den Distrikt Huaros (Provinz Canta), im Osten an die Distrikte Huanza und Carampoma sowie im Südosten an den Distrikt San Juan de Iris.